# Munich Cowboys 2022
Questa voce raccoglie le informazioni riguardanti i Munich Cowboys nelle competizioni ufficiali della stagione 2022.

## German Football League 2022

### Stagione regolare
| Monaco di Baviera 21 maggio 2022, ore 16:00 1ª giornata | Munich Cowboys | 19 – 7 (0-7 3-0 3-0 13-0) referto | Marburg Mercenaries | Städtisches Stadion an der Dantestraße (1017 spett.)\| Arbitro: \| Maurer \| |
| Arbitro:                                                | Maurer         |                                   |                     |                                                                              |

| Francoforte sul Meno 12 giugno 2022, ore 15:00 4ª giornata | Frankfurt Universe | 8 – 79 (0-21 0-28 8-7 0-23) referto | Munich Cowboys | PSD Bank Arena (421 spett.)\| Arbitro: \| D. Schrader \| |
| Arbitro:                                                   | D. Schrader        |                                     |                |                                                          |

| Monaco di Baviera 18 giugno 2022, ore 16:00 5ª giornata | Munich Cowboys | 28 – 21 (0-0 7-7 7-7 14-7) referto | Saarland Hurricanes | Städtisches Stadion an der Dantestraße (1293 spett.)\| Arbitro: \| Maurer \| |
| Arbitro:                                                | Maurer         |                                    |                     |                                                                              |

| Marburgo 26 giugno 2022, ore 15:02 6ª giornata | Marburg Mercenaries | 7 – 37 (0-7 0-7 0-6 7-17) referto | Munich Cowboys | Georg-Gaßmann-Stadion (950 spett.)\| Arbitro: \| Herrmann \| |
| Arbitro:                                       | Herrmann            |                                   |                |                                                              |

| Monaco di Baviera 2 luglio 2022, ore 16:00 7ª giornata | Munich Cowboys | 21 – 20 (7-0 0-12 7-8 7-0) referto | Allgäu Comets | Städtisches Stadion an der Dantestraße (1412 spett.)\| Arbitro: \| Fischer \| |
| Arbitro:                                               | Fischer        |                                    |               |                                                                               |

| Weingarten 17 luglio 2022, ore 15:00 8ª giornata | Ravensburg Razorbacks | 24 – 24 (0-14 3-10 13-0 8-0) referto | Munich Cowboys | Lindenhofstadion (1463 spett.)\| Arbitro: \| Fischer \| |
| Arbitro:                                         | Fischer               |                                      |                |                                                         |

| Monaco di Baviera 30 luglio 2022, ore 16:00 10ª giornata | Munich Cowboys | 6 – 28 (0-14 3-0 0-7 3-7) referto | Schwäbisch Hall Unicorns | Städtisches Stadion an der Dantestraße (1698 spett.)\| Arbitro: \| Maurer \| |
| Arbitro:                                                 | Maurer         |                                   |                          |                                                                              |

| Saarbrücken 13 agosto 2022, ore 17:00 11ª giornata | Saarland Hurricanes | 27 – 30 (7-0 13-13 0-10 7-7) referto | Munich Cowboys | Ludwigsparkstadion (600 spett.)\| Arbitro: \| Schrader \| |
| Arbitro:                                           | Schrader            |                                      |                |                                                           |

| Straubing 21 agosto 2022, ore 14:00 12ª giornata | Straubing Spiders | 16 – 17 (3-0 10-0 0-7 3-10) referto | Munich Cowboys | VfB-Stadion am Peterswöhrd (1525 spett.)\| Arbitro: \| Klaiber \| |
| Arbitro:                                         | Klaiber           |                                     |                |                                                                   |

| Monaco di Baviera 27 agosto 2022, ore 16:00 13ª giornata | Munich Cowboys | 42 – 18 (7-6 21-0 14-6 0-6) referto | Frankfurt Universe | Städtisches Stadion an der Dantestraße (1083 spett.)\| Arbitro: \| Maurer \| |
| Arbitro:                                                 | Maurer         |                                     |                    |                                                                              |

### Playoff
| Monaco di Baviera 10 settembre 2022, ore 15:00 Quarti di finale | Munich Cowboys | 31 – 34 (3-7 7-14 3-7 18-6) referto | Cologne Crocodiles | Städtisches Stadion an der Dantestraße (2123 spett.)\| Arbitro: \| Klaiber \| |
| Arbitro:                                                        | Klaiber        |                                     |                    |                                                                               |

## Statistiche di squadra
| Competizione      | %Vittorie | In casa | In casa | In casa | In casa | In casa | In casa | In trasferta | In trasferta | In trasferta | In trasferta | In trasferta | In trasferta | Totale | Totale | Totale | Totale | Totale | Totale |
| Competizione      | %Vittorie | G       | V       | N       | P       | Pf      | Ps      | G            | V            | N            | P            | Pf           | Ps           | G      | V      | N      | P      | Pf     | Ps     |
| ----------------- | --------- | ------- | ------- | ------- | ------- | ------- | ------- | ------------ | ------------ | ------------ | ------------ | ------------ | ------------ | ------ | ------ | ------ | ------ | ------ | ------ |
| Stagione regolare | .850      | 5       | 4       | 0       | 1       | 116     | 94      | 5            | 4            | 1            | 0            | 187          | 82           | 10     | 8      | 1      | 1      | 303    | 176    |
| Playoff           | .000      | 1       | 0       | 0       | 1       | 31      | 34      | 0            | 0            | 0            | 0            | 0            | 0            | 1      | 0      | 0      | 1      | 31     | 34     |
| Totale            | .773      | 6       | 4       | 0       | 2       | 147     | 128     | 5            | 4            | 1            | 0            | 187          | 82           | 11     | 8      | 1      | 2      | 334    | 210    |

## Statistiche personali

### Marcatori
| Giocatore     | Ruolo | TD rush | TD recv | TD int | TD p.ret | TD k.ret | TD oth | Xp1  | Xp2 | FG   | Saf | Totale |
| ------------- | ----- | ------- | ------- | ------ | -------- | -------- | ------ | ---- | --- | ---- | --- | ------ |
| R. Werner     |       | 0       | 0       | 0      | 0        | 0        | 0      | 35+2 | 0   | 11+3 | 0   | 79     |
| Silbermann    |       | 0       | 6+1     | 0      | 0        | 0        | 0      | 0    | 0+1 | 0    | 0   | 44     |
| Nowak         |       | 0       | 6       | 0      | 0        | 0        | 0      | 0    | 0   | 0    | 0   | 36     |
| Salvo         |       | 0       | 6       | 0      | 0        | 0        | 0      | 0    | 0   | 0    | 0   | 36     |
| Watkins       |       | 5+1     | 0       | 0      | 0        | 1        | 0      | 0    | 0   | 0    | 0   | 36     |
| Dozier        |       | 5       | 0       | 0      | 0        | 0        | 0      | 0    | 0   | 0    | 0   | 30     |
| Braunsperger  |       | 4       | 0       | 0      | 0        | 0        | 0      | 0    | 0   | 0    | 0   | 24     |
| L. Casin      |       | 0       | 1       | 0      | 0        | 0        | 0      | 0    | 0   | 0    | 0   | 6      |
| A. Feuerherdt |       | 0       | 0+1     | 0      | 0        | 0        | 0      | 0    | 0   | 0    | 0   | 6      |
| M. Hutter     |       | 0       | 1       | 0      | 0        | 0        | 0      | 0    | 0   | 0    | 0   | 6      |
| J. Kempf      |       | 0       | 1       | 0      | 0        | 0        | 0      | 0    | 0   | 0    | 0   | 6      |
| J. Malki      |       | 0       | 1       | 0      | 0        | 0        | 0      | 0    | 0   | 0    | 0   | 6      |
| Ma. Mayer     |       | 1       | 0       | 0      | 0        | 0        | 0      | 0    | 0   | 0    | 0   | 6      |
| L. Stumpfeldt |       | 1       | 0       | 0      | 0        | 0        | 0      | 0    | 0   | 0    | 0   | 6      |
| F. Wenz       |       | 1       | 0       | 0      | 0        | 0        | 0      | 0    | 0   | 0    | 0   | 6      |

### Passer rating
| Giocatore   | G   | Att    | Comp   | Int | Yds      | TD   | NFL    | NCAA   |
| ----------- | --- | ------ | ------ | --- | -------- | ---- | ------ | ------ |
| W. Smith    | 9+1 | 227+32 | 166+20 | 3+1 | 1742+248 | 16+2 | 110,67 | 156,20 |
| Dinglreiter | 1   | 8      | 6      | 0   | 95       | 3    |        |        |
| F. Lengauer | 1   | 1      | 0      | 0   | 0        | 0    |        |        |
| Nowak       | 1   | 1      | 0      | 0   | 0        | 0    |        |        |
| Silbermann  | 0+1 | 0+1    | 0+0    | 0+0 | 0+0      | 0+0  |        |        |
| Watkins     | 1   | 1      | 1      | 0   | 32       | 1    |        |        |